# التوراة والأناجيل والقرآن الكريم بمقياس العلم الحديث
التوراة والأناجيل والقرآن الكريم بمقياس العلم الحديث (la Bible, le Coran et la science) هو كتاب في علم مقارنة الأديان ترجمه إلى العربية (علي الجوهري) من كتاب الطبيب الفرنسي موريس بوكاي الذي ألفه عام 1976 بعد اعتناقة الإسلام. وهو واحد من عدة ترجمات عربية للكتاب.

## وصلات خارجية
- محاضرة د. موريس بوكاي عن الكتاب